# Castoraeschna longfieldae
Castoraeschna longfieldae – gatunek ważki z rodziny żagnicowatych (Aeshnidae). Występuje na terenie Ameryki Południowej.